# Полехов, Филипп Романович
Филипп Романович Полехов (20 февраля 1920 года — 16 апреля 1983 года) — наводчик орудия 860-го артиллерийского полка, сержант — на момент представления к награждению орденом Славы 1-й степени.

## Биография
Родился 20 февраля 1920 года в поселке Сосна ныне Мендыгаринского района Костанайской области Казахстана. Окончил начальную школу. Работал в колхозе бригадиром тракторной бригады.
В июле 1941 года был призван в Красную Армию. В боях с августа 1941 года, воевал на Ленинградском, Волховском, Карельском, 3-м Прибалтийском и 2-м Белорусском фронтах. Член ВКП/КПСС с 1942 года. К началу 1944 года ефрейтор Полехов был наводчиком орудия 860-го артиллерийского полка 310-й стрелковой дивизии. С этой частью прошел до Победы.
6 февраля 1944 года в боях в районе населенного пункта Вельяшева Гора ефрейтор Полехов в составе расчета подавил огонь миномета и пулеметной точки, уничтожил из орудия свыше 10 вражеских солдат.
Приказом по войскам 7-го стрелкового корпуса от 18 марта 1944 года ефрейтор Полехов Филипп Романович награждён орденом Славы 3 степени.
В первых числах января 1945 года 310-я стрелковая дивизия была передислоцирована на территорию Польши и вошла в состав 19-й армии 2-го Белорусского фронта.
27 февраля 1945 года в районе населенного пункта Айкфир дивизион на марше был атакован десятью танками и ротой противников. Расчет, в котором наводчиком был сержант Полехов, быстро развернув орудие к бою, отражая атаку уничтожил один танк, ручной пулемет и до десятка противников.
Приказом по войскам 19-й армии от 31 марта 1945 года сержант Полехов Филипп Романович награждён орденом Славы 2-й степени.
В марте 1945 года в боях на подступах к городу Гдыня сержант Полехов принял на себя командование расчетом, сменив раненого командира орудия. Орудие находилось в боевых порядках пехоты. Ведя огонь прямой наводкой, артиллеристы уничтожили до отделения противников, подавили 5 огневых точек. Своими действиями обеспечили продвижение стрелковых подразделений.
Указом Президиума Верховного Совета СССР от 29 июня 1945 года за образцовое выполнение заданий командования в боях с немецко-вражескими захватчиками сержант Полехов Филипп Романович награждён орденом Славы 1-й степени. Стал полным кавалером ордена Славы.
После войны вернулся на родину. Некоторое время работал в колхозе «Новый путь», тогда Боровского района Кустанайской области. Затем уехал в Челябинскую область. Работал слесарем-наладчиком на Аргаяшской ТЭЦ, а с 1962 года и до выхода на пенсию — на Троицкой ГРЭС. Жил в городе Троицке Челябинской области. Скончался 16 апреля 1983 года.
Награждён орденами Славы 3-х степеней, медалями, в том числе «За отвагу».